# Поворотно-відкидний затвор

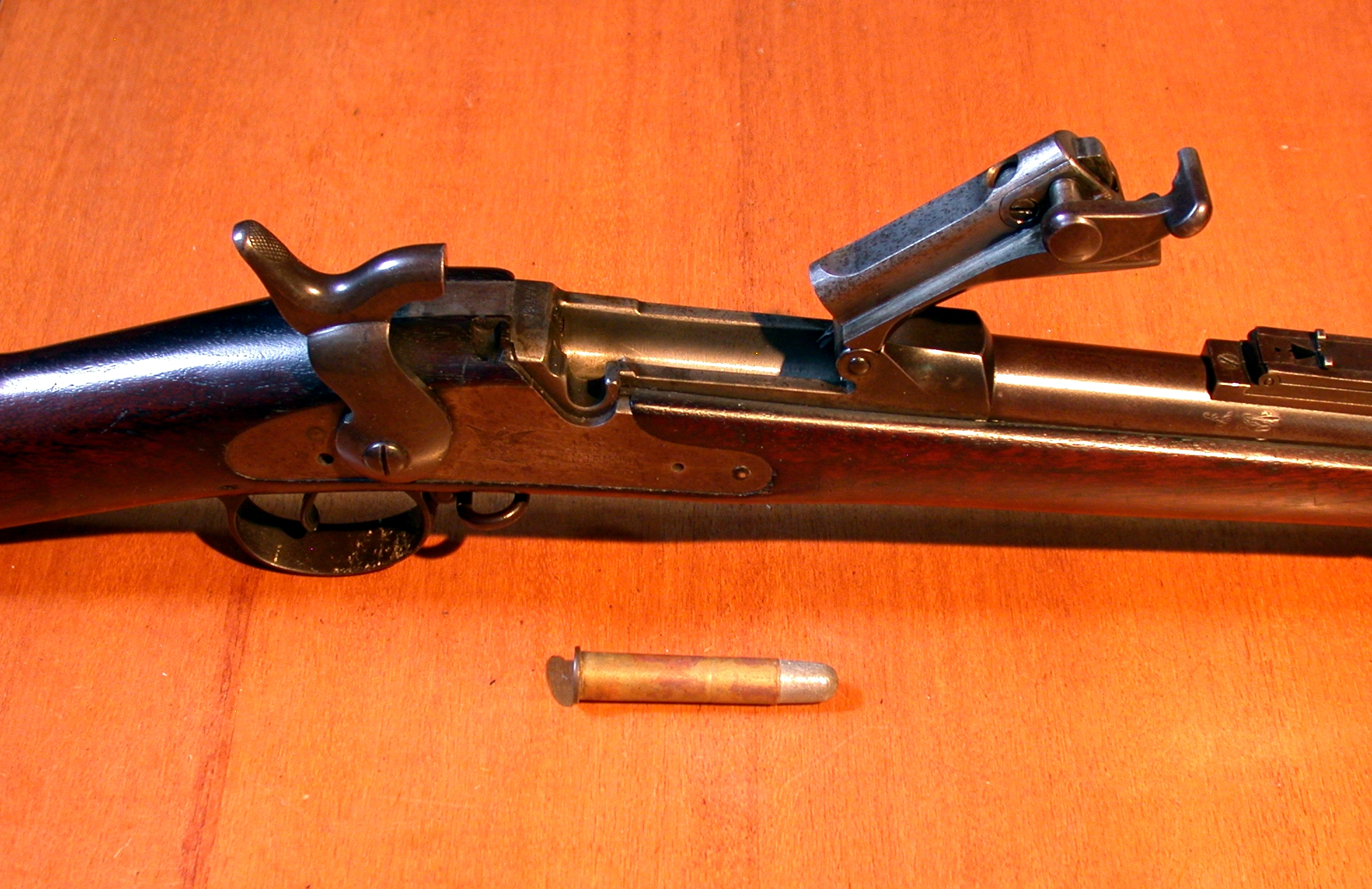
Springfield Модель 1888, відкидний затвор у відкритому виді

В вогнепальній зброї, поворотно-відкидний затвор це різновид казнозарядного механізму гвинтівок де затворний блок на штифті обертається вгору і вперед, що нагадує рух люка. Гвинтівки Springfield Моделей 1865 та 1873 є першими гвинтівками з таким типом затвора.

## Специфікація

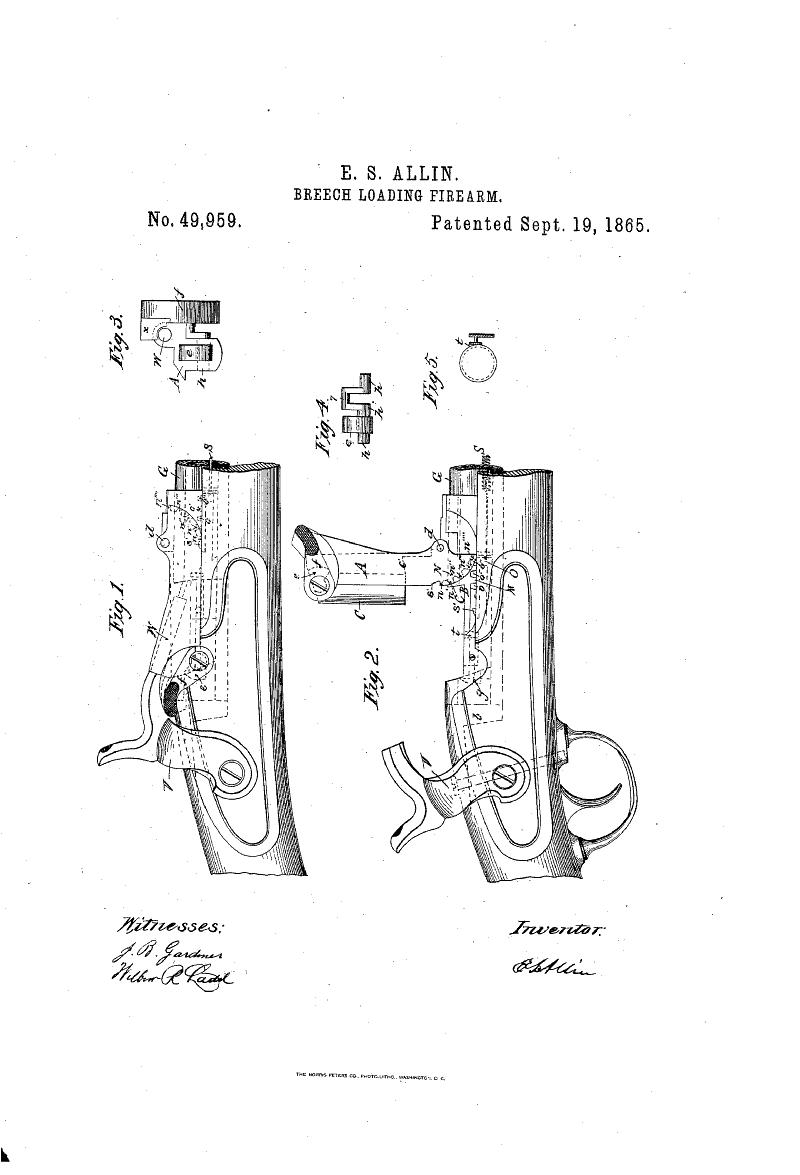
Креслення з патенту Ерскіна С. Алліна гвинтівки Springfield Модель 1865 з поворотно-відкидним затвором.

Поворотно-відкидний механізм являє собою відкидний вгору та вперед затворний блок, що нагадує рух люка від льоху, який відкриває патронник і дозволяє зарядити новий набій. Через відкидний затворний блок гвинтівка отримала назву «Trapdoor Springfields».
Перехід від мушкетів на казнозарядну зброю було зроблено шляхом фрезерування затворної частини ствола і встановлення поворотно-відкидного затвора, який закріплено на верхній частині ствола. Кулачкова засувка, яка приводиться в дію великим пальцем у задній частині затвора, утримувала його у закритому положенні. Екстрактор рейкового типу висувався автоматично при відкриванні затвора і повертався назад після завершення свого ходу. Бойок розміщувався всередині затвора. Носова частина курка була сплющена для взаємодії з бойком.
В 1866 році Springfield Armory переробила приблизно 5000 нарізних мушкетів часів Громадянської війни Модель 1861. Незабаром стало очевидно, що багато дрібних робочих деталей затворної системи не розраховані на тривалий термін служби, а їх дія занадто складна для нормального використання. Тому до того, як було виконано виробниче замовлення на Модель 1865 року, вже проходили випробування менш складної гвинтівки. Тому Модель 1865 назвали «First Allin», а наступна перероблена модель, Springfield Модель 1866, отримала назву «Second Allin».
Гвинтівка Springfield Модель 1865 стріляла набоями кільцевого запалення .58-60-500 (куля діаметром.58 дюйма, вагою 32 г, з зарядом димного пороху вагою 3,9 г), калібр відповідав кулі Міньє часів Громадянської війни, яку спочатку використовували в цих гвинтівках.
Модель 1865 швидко застаріла, більшість з них було продано в 1870-х кільком американським продавцям зброї. У той час у США був великий попит на короткі навчальні гвинтівки. Щоб задовольнити ці потреби, ці продавці обрізали стволи та приклади щоб зробити короткі гвинтівки зі стволами довжиною 33 та 36 дюймів. Так само вкорочували і приклади.

## Процес відбору

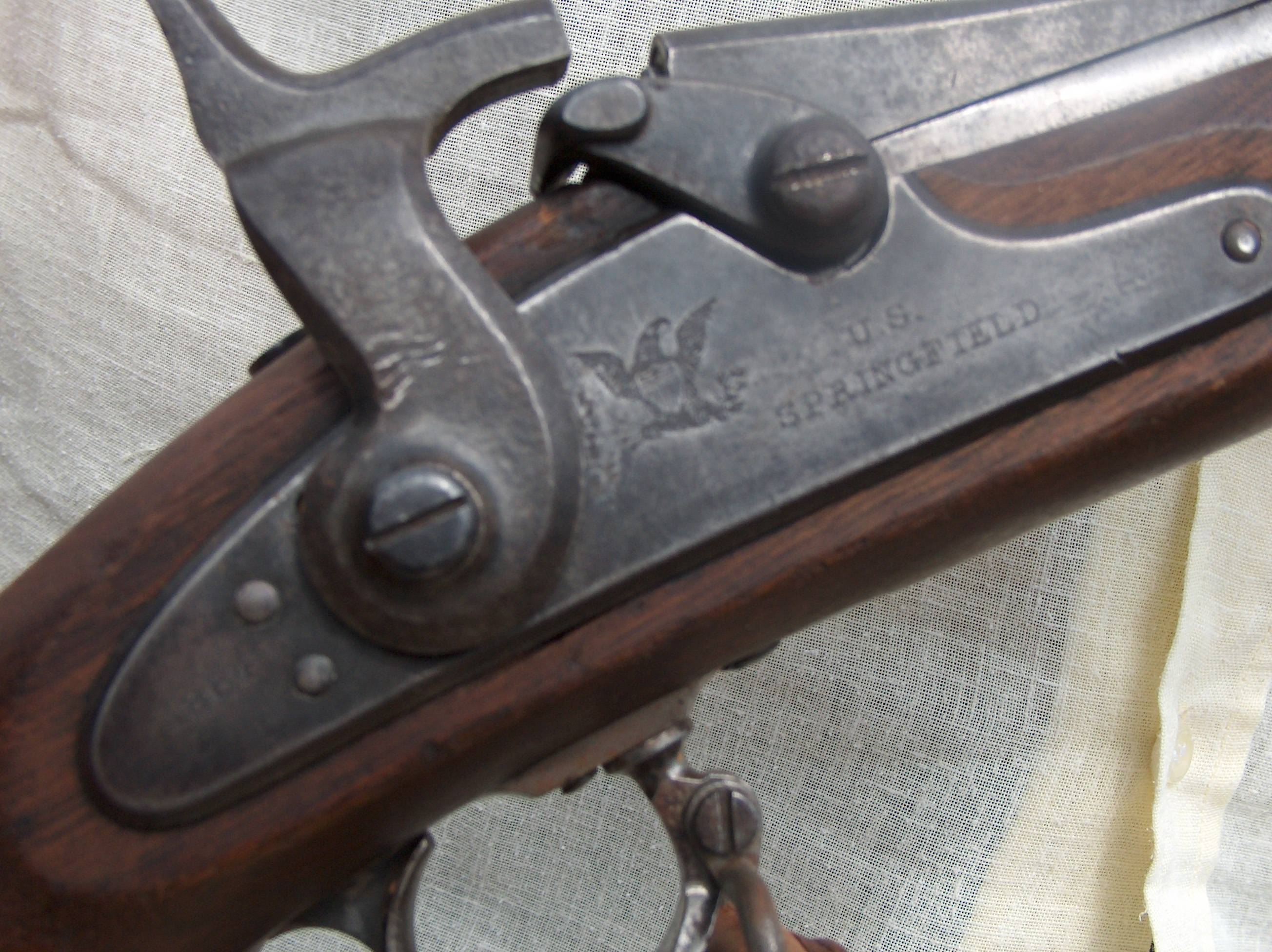
Springfield Модель 1866, поворотно-відкидний затвор закрито

В 1872—1873 роках військова рада на чолі з бригадним генералом Альфредом Террі, оглянула та випробувала 99 гвинтівок від кількох місцевих та іноземних виробників, в тому числі Springfield, Sharps, Peabody, Whitney, Spencer, Remington та Winchester, в пошуках казнозарядної системи для гвинтівок та карабінів для військових США.
Випробування проводилися на: точність, надійність, швидкострільність та здатність протистояти несприятливим умовам. Розглядали однозарядні та магазинні системи, але, в той час, перевагу надавали однозарядним системам. Вогневі випробування проходили в Спрингфілдському арсеналі та на острові Говернорс, де новачок зміг зробити 8 пострілів за хвилину з гвинтівки Springfield, а досвідчений солдат міг зробити 15 пострілів за хвилину. Рада рекомендувала «No. 99 Springfield» який став Моделлю 1873.
Після тривалих випробувань, було обрано прототип розроблений Ерскіном С. Алліном з урядового Спрингфілдського арсеналу, через простоту, а також можливість зробити гвинтівку шляхом модифікації існуючих мушкетів Springfield Модель 1863. Така модифікація коштувала $5 за гвинтівку, що було значною економією, оскільки виготовити одну гвинтівку коштувало $20. 19 вересня 1865 року Ерсіну Алліну було видано патент No. 49,959 де було описано конструкцію.

## В мистецтві
Модифікацію гвинтівки Springfield використали в кіно. Фраза ¨Зброя яка зробила одинака рівним п'яти¨, була наведена в епілозі фільму Стрілець із Спрінгфілда (її використали, щоб зупинити злодіїв, які крали коней у Конфедератів).